# 贾德昌
贾德昌 (1969年—)，哈尔滨工业大学材料学院特种陶瓷研究所所长、教授，主要从事极端苛刻服役环境用先进陶瓷与陶瓷基复合材料及应用等方面的研究工作。入选中华人民共和国教育部2009年度"长江学者"特聘教授。